# Kebara
Kebara (hebrejsky: מערת כבארה, Me'arat Kebara, arabsky: مغارة الكبارة, Mugharat al-Kabara) je pískovcová jeskynní lokalita u vádí Kebara, nacházející se v nadmořské výšce 60 až 65 m n. m. na západním srázu Karmelského pohoří, zhruba 10 kilometrů severovýchodně od Caesareji v Izraeli. Jeskyně byla obydlena před 60 až 48 tisíci lety B. P. a je slavná pro nálezy pozůstatků hominida, které byly objeveny pod vedením profesora Ofera Bar-Josefa.

## Průzkumy
Archeologický průzkum v jeskyni prováděli již ve 30. letech 20. století Dorothy Garrod a Francis Turville-Petre, nicméně nejvýznamnější objev zde byl učiněn v roce 1982, a to díky nálezu  kostry neandrtálce (Homo neanderthalensis). Kostra neandrtálce, přezdívaného „Moše“, pochází z období zhruba 60 tisíc let B. P. a zachovala se z ní velká část torza (páteř, žebra a pánev). Lebka a většina dolních končetin chyběla.